# Lijst van beelden in Berkelland
Dit is een (onvolledige) chronologische lijst van beelden in Berkelland. Onder een beeld wordt hier verstaan elk driedimensionaal kunstwerk in de openbare ruimte van de Nederlandse gemeente Berkelland, waarbij beeld wordt gebruikt als verzamelbegrip voor sculpturen, standbeelden, installaties, gedenktekens en overige beeldhouwwerken.
Voor een volledig overzicht van de beschikbare afbeeldingen zie: Beelden in Berkelland op Wikimedia Commons.

## Beltrum
| Geplaatst | Omschrijving                        | Kunstenaar         | Straat                                         | Plaats       | Materiaal | Afbeelding |
| --------- | ----------------------------------- | ------------------ | ---------------------------------------------- | ------------ | --------- | ---------- |
| 1926      | Sint Gerardus Majella               |                    | Mariaplein                                     | Beltrum      |           |            |
| 1937      | Maria met Kind                      |                    | Mariaplein 2 (RK kerk O.L.V. Tenhemelopneming) | Beltrum      |           |            |
| 1989      | Armworstelen                        | Ronald Tolman      | Voslaan                                        | Beltrum      |           |            |
| 2003      | Keer omme (De Haas en de Schildpad) | Jan van IJzendoorn | Mariaplein                                     | Beltrum      | brons     |            |
| 2008      | Karkgang                            | Els Smit           | Sonderspad                                     | Beltrum      |           |            |
| Onbekend  | Gevelsteen R.K. Jongerenschool      | onbekend           | Mariaplein (De witte olifant)                  | Beltrum      |           |            |
| 2005      | Verleden, Heden, Toekomst           | Ralph Lambertz     | Grolseweg / Frankweg                           | Voor-Beltrum |           |            |

## Borculo
| Geplaatst | Omschrijving                 | Kunstenaar         | Straat                                               | Plaats        | Materiaal   | Afbeelding                              |
| --------- | ---------------------------- | ------------------ | ---------------------------------------------------- | ------------- | ----------- | --------------------------------------- |
| 1966      | Maatschappij-ontwikkeling    | Jac Maris          | Graaf Wichmanstraat                                  | Borculo       |             |                                         |
| 1980      | Wasvrouwen                   | Tineke Bot         | Beukenlaan / Hofweidebrug                            | Borculo       |             |                                         |
| 1985      | De Stormramp van Borculo     | Maïté Duval        | Muraltplein / Voorstad                               | Borculo       |             |                                         |
| 1994      | Op Weg - HEK-mannen          | Ad van den Brink   | Ruurloseweg                                          | Borculo       |             |                                         |
| Onbekend  | Sint Joris en de draak       | onbekend           | Hoflaan 4 (rkbs St. Joris)                           | Borculo       | keramiek    |                                         |
| 1985      | De drie Ganzen               | Cees Willemsen     | Bevervoordestraat / Pastorieweg                      | Gelselaar     |             | Cees Willemsen: "De drie Ganzen", 1985. |
| 2009      | De schrijvende meesters      | Anton ter Braak    | Dorpsstraat / Schoolstraat                           | Gelselaar     |             |                                         |
| 1984      | De Rustende Landbouwer       | R.B. Renes         | Wolinkweg 19, (tuin Oude Kerk)                       | Haarlo        |             |                                         |
| 2004?     | De Voshaar                   | Ida Jacobs-Luitink | Wolinkweg 6, (obs De Voshaar)                        | Haarlo        |             |                                         |
| 1988      | De Vrouw van 't Starveld     | Anita Franken      | Dorpsstraat / Esweg                                  | Geesteren     |             |                                         |
| onbekend  | Voetballers                  | onbekend           | Wessel van Eylllaan 15, (Staringcollege)             | Leo-Stichting |             |                                         |
| ca. 1956  | Leerlingen technische school | onbekend           | Wessel van Eylllaan 15, (Staringcollege)             | Leo-Stichting |             |                                         |
| 2003      | Berend Tormijn               | Anton ter Braak    | Haardijk, (Tormijnschool)                            | Noordijk      |             |                                         |
| 1988      | Vlaggendrager                | Luigi Pedron       | Den Borgweg 2, (obs De Berkel)                       | Rekken        |             |                                         |
| 1998      | Hier...! (drie beelden)      | Erik Buijs         | Lindevoort / Holterweg, (Weaverskamp)                | Rekken        |             |                                         |
| 2010      | Dahlia                       | Tim Vos            | Rekkenseweg bij de Piepermolen                       | Rekken        | cortenstaal | Beeld van een zilveren bloem            |
| onbekend  | Sint Jozef met Jezus         | onbekend           | Pastoor C.M. van Everdingenstraat 24, (bs St. Jozef) | Rietmolen     |             |                                         |

## Ruurlo
| Geplaatst | Omschrijving                                                     | Kunstenaar         | Straat                     | Plaats | Materiaal | Afbeelding |
| --------- | ---------------------------------------------------------------- | ------------------ | -------------------------- | ------ | --------- | ---------- |
| 1917      | Burg. Scholtenbank                                               | Sipkes & Hesselink | Vordenseweg / Domineesteeg | Ruurlo |           |            |
| 1937      | Juliana en Bernhard fontein                                      | onbekend           | Julianaplein               | Ruurlo |           |            |
| 1994      | Op Weg - HEK-mannen                                              | Ad van den Brink   | Nieuweweg                  | Ruurlo |           |            |
| 2003      | Indiaan                                                          | onbekend           | Borculoseweg / Molenlaan   | Ruurlo |           |            |
| 2003      | Beelden centrum Ruurlo (vier rode elementen op diverse locaties) | Ralph Lambertz     | Dorpsstraat                | Ruurlo |           |            |
| 2004      | Tango                                                            | Huub Hufen         | Vordenseweg, (Kasteeltuin) | Ruurlo |           |            |
| 2004      | Turner                                                           | Huub Hufen         | Vordenseweg, (Kasteeltuin) | Ruurlo |           |            |

## Neede
| Geplaatst | Omschrijving        | Kunstenaar       | Straat                   | Plaats | Materiaal             | Afbeelding |
| --------- | ------------------- | ---------------- | ------------------------ | ------ | --------------------- | ---------- |
| 1928      | Cycloonbank         | D. Markerink     | Haaksbergseweg / Rondweg | Neede  | baksteen, natuursteen |            |
| 1984      | Het nieuwe leven    | Kiny Copinga     | Oudestraat               | Neede  |                       |            |
| 1994      | Op Weg - HEK-mannen | Ad van den Brink | Haaksbergseweg / Rondweg | Neede  |                       |            |
| onbekend  | Lam                 | onbekend         | Marktstraat / Oudestraat | Neede  |                       |            |
| onbekend  | Olifant             | Martin Michorius | Waterleidingdijk         | Neede  |                       |            |